# Microtus irani
Microtus irani é uma espécie de roedor da família Cricetidae.
Pode ser encontrada nos seguintes países: Irão, Iraque, Israel, Jordânia, Libano, Síria, Turquia e Turquemenistão.